# Цай У
Цай У (кит.: 蔡武; нар. 1949, Уду, Луннань, Ґаньсу) — китайський політик, міністр культури КНР (з 2008 року), заступник завідувача Відділу пропаганди ЦК КПК.

## Біографія
Народився в жовтні 1949 року в районі Уду міського округу Луннань (провінція Ганьсу). Навчався у школі в Ланьчжоу. З 1971 року працював на вугільних шахтах повіту Шаньдань (міський округ Чжан'є).
У 1973 році вступив в КПК. З 1976 року став працювати в Політичному департаменті Бюро вугільної промисловості провінції Ганьсу.
У 1978 році за результатами гаокао вступив на Факультет міжнародних відносин Пекінського університету, після закінчення якого в 1982 році працював там же викладачем.
З 1983 року — директор Департаменту міжнародних контактів і заступник генерального секретаря Комуністичного союзу молоді Китаю.
З 1995 року — директор Науково-дослідного управління Департаменту міжнародних контактів ЦК КПК. З 1997 року — заступник голови Департаменту міжнародних контактів ЦК КПК.
З 2005 року — директор Канцелярії Держради КНР.
З 2007 року — член ЦК КПК.
З 2008 року — міністр культури КНР.